# George Washington
George Washington (22. února 1732, Bridge's Creek, Virginie – 14. prosince 1799, Mount Vernon) byl americký voják a politik, který se stal 1. prezidentem Spojených států amerických. Stál v čele vojsk třinácti kolonií – Kontinentální armády, které vyhrály válku za nezávislost nad Velkou Británií. Jeho podobizna je vytesána do památníku Mount Rushmore – obří soše vytesané do skály zobrazující čtyři nejvýznamnější americké prezidenty (společně s Thomasem Jeffersonem, Theodorem Rooseveltem a Abrahamem Lincolnem).

## Život

### První vojenské zkušenosti
Byl nejstarším synem poměrně zámožného majitele plantáží ve Virginii a soudce Augustina Washingtona a jeho druhé manželky Mary, rozené Ballové. Rodiny obou rodičů patřily v Severní Americe ke starousedlíkům – jejich předkové se sem přistěhovali z Anglie již v polovině 17. století. George v dětství nenavštěvoval školu, ale měl soukromé učitele. Ve svých sedmnácti letech odešel z rodinné usedlosti a začal se živit jako zeměměřič, průvodce na stezkách v méně prozkoumaných oblastech a osidlovací agent. Po smrti otce připadla většina majetku synům z prvního manželství a on sám zdědil pouze malou farmu u Fredericksburgu. Jeho práce zeměměřiče jej ale slušně živila, časem přikoupil další pozemky a po smrti svého nevlastního bratra Lawrence si od jeho ženy pronajal usedlost Mount Vernon, kde trávil mnoho času už v dětství. Na tomto oblíbeném místě pak prožil většinu svého života. Po svém bratrovi získal i místo u virginské milice, hodnost majora a pevný plat. Zde dosáhl i prvních válečných zkušeností, jelikož tyto polovojenské, dobrovolnické milice pomáhaly v koloniích anglické armádě v boji proti Indiánům, Španělům a zejména severním sousedům – Francouzům. Jeho kariéra v těchto sborech strmě stoupala a ve svých dvaadvaceti byl povýšen na plukovníka. Stále více toužil být vojákem z povolání v britské armádě, což se mu ale nepodařilo. Po jedné nezdařené akci proti francouzským vojskům, které v čele milic velel, odešel dobrovolně zpět na Mount Vernon, aby se zde ujal role hospodáře.

### Hospodář a voják

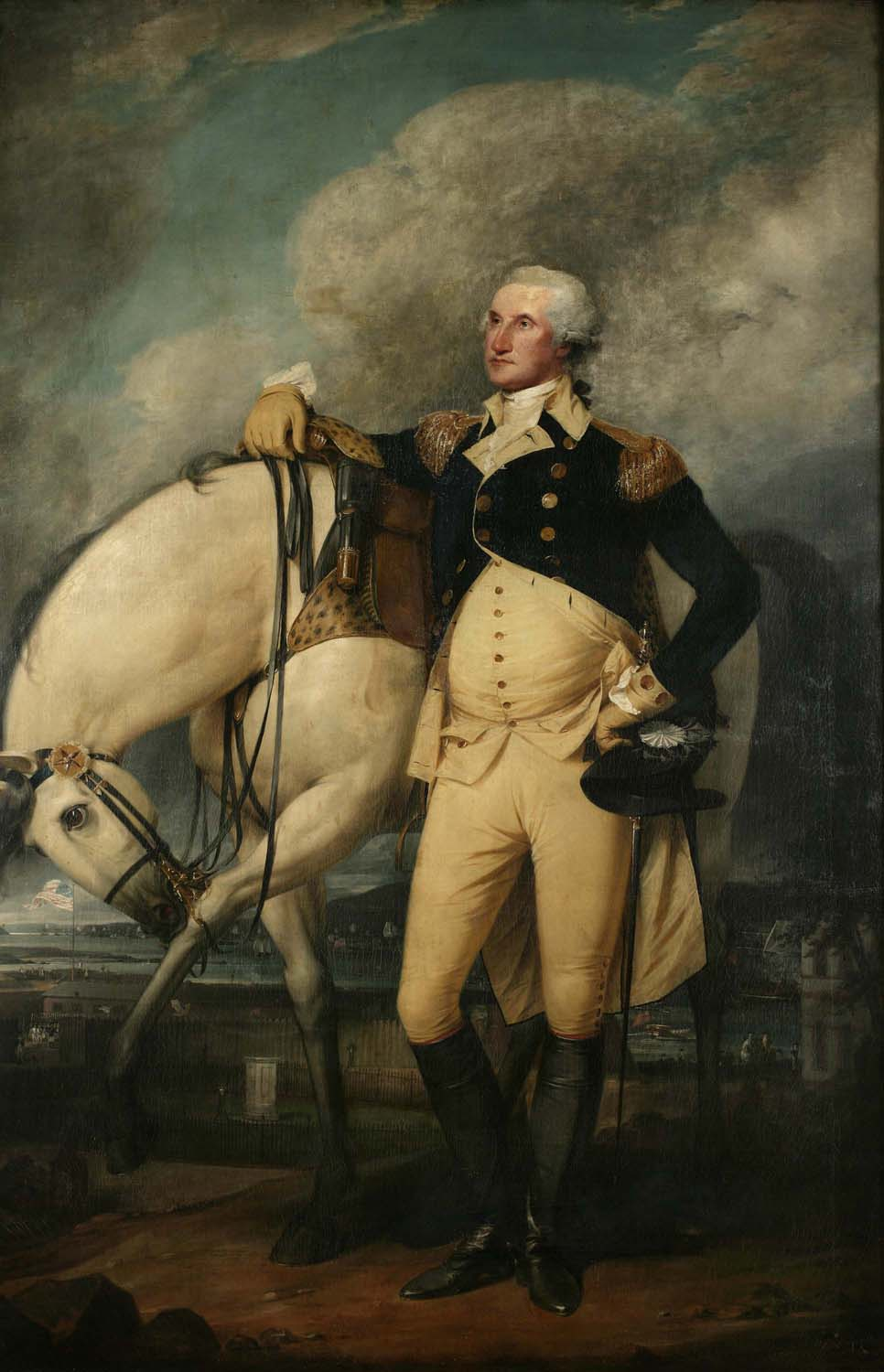
George Washington od Johna Trumbulla, 1790

Na pronajaté farmě Mount Vernon a přilehlých pozemcích se věnoval pěstování tabáku. Měl 316 (421) černošských otroků. V roce 1755 byl opět požádán, aby se zúčastnil britské vojenské výpravy proti Francouzům do údolí Ohia. Znovu žádal o zařazení do britské armády, opět byl odmítnut a stal se pouze poradcem výpravy, která nakonec skončila naprostou katastrofou. I přes neúspěch akce byl pochválen za svoji odvahu v bojích a guvernérem Severní Karolíny dokonce jmenován vrchním velitelem ozbrojených sil Virginie. Byla mu znovu přiznána vojenská hodnost plukovníka, která ale platila opět jen pro koloniální a nikoliv britskou armádu. Zúčastní se několika dalších, tentokrát již úspěšných tažení a je mu dokonce dočasně propůjčena hodnost brigádního generála. V roce 1758 podruhé opustil vojsko, vrátil se na své plantáže a byl zvolen poslancem virginského shromáždění. V amerických koloniích zatím postupně sílilo hospodářství a jejich závislost na vzdálené Anglii začala být pociťována jako brzda rozvoje. Osadníci považovali za zbytečné odvádět daně králi a vydržovat britské úředníky, guvernéry a armádu. Začala narůstat revoluční nálada a nespokojenost některých vrstev americké společnosti. On sám zastával zpočátku v těchto otázkách zdrženlivý postoj.
V roce 1759 se oženil s Marthou Dandridge Custisovou, vdovou se dvěma malými dětmi, které adoptoval. Po tomto sňatku již vlastnil několik tisíc hektarů půdy. Plantáže však byly po mnoha letech zdecimovány, úrodnost klesala a ceny tabáku také. Navíc bylo nutno odvádět stále další a nové daně Anglii. Farma se postupně zadlužovala. Přesto ani v tomto období, kolem roku 1770, nebyl ještě přesvědčen o tom, že by se spory mezi kolonisty a Anglií měly řešit násilnou cestou. V roce 1775 se však neshody mezi oběma zeměmi vyostřily natolik, že došlo k prvním ozbrojeným střetům. 10. května 1775 se ve Filadelfii sešel Druhý kontinentální kongres, jehož účastníci, včetně něj, zaslali anglickému králi Jiřímu III. petici, v níž nabízeli několik kompromisních řešení. Zřejmě v očekávání toho, co bude následovat, byl 15. června 1775 jmenován vrchním velitelem kontinentálních milic. V prosinci 1775 britský král Jiří III. odmítl petici Američanů a označil je za povstalce, s nimiž zakázal jakékoli vyjednávání. Tímto okamžikem začala americká válka za nezávislost.

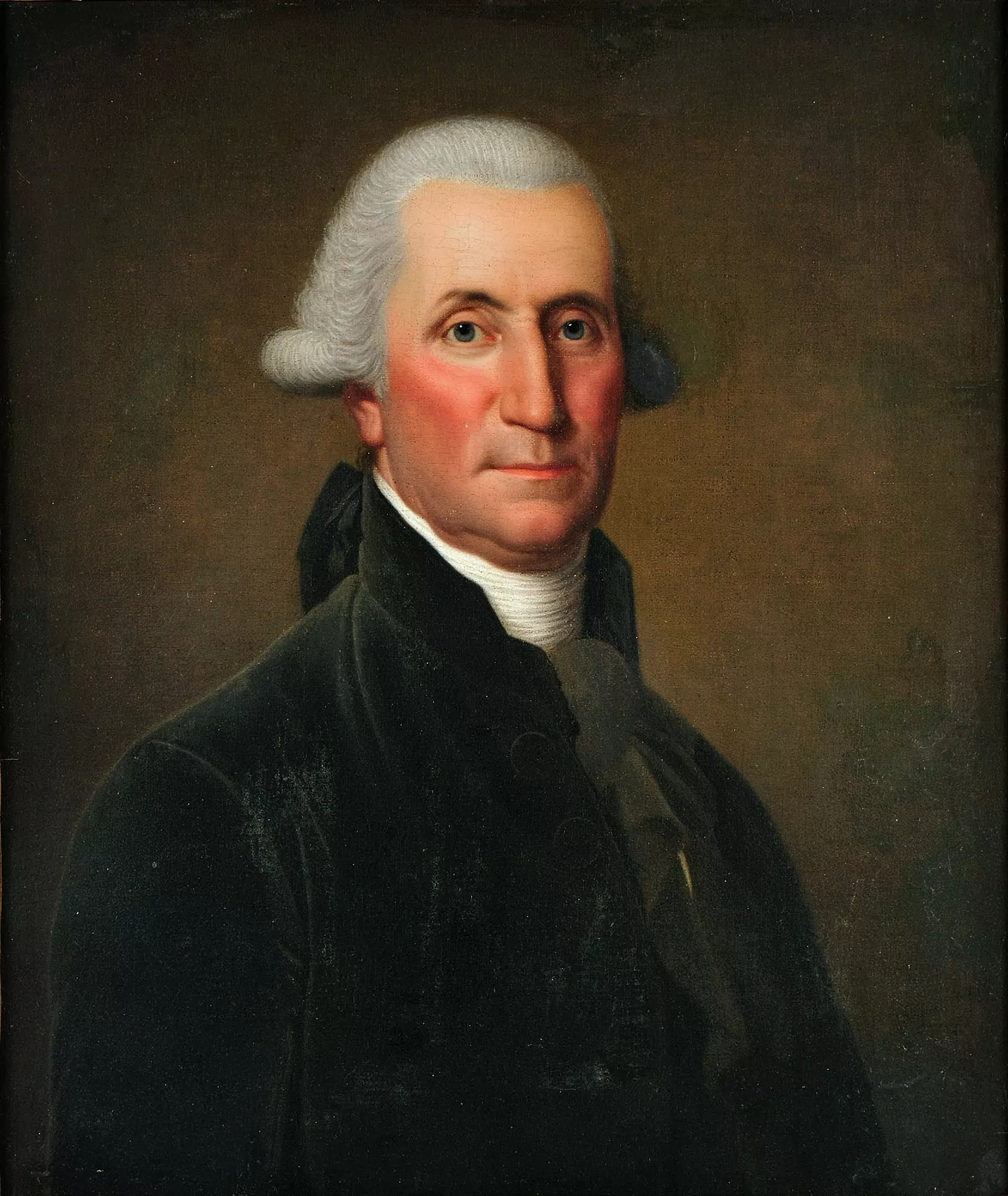
George Washington od Adolfa Ulrika Wertmullera, 1794

### Boj za nezávislost
Po téměř dvaceti letech poklidného života na svých plantážích se tak znovu vrátil k dobrovolnému koloniálnímu vojsku. Byl zděšen tím, v jakém stavu se milice nacházely – stále neexistovala jednotná uniforma, dobrovolníci byli velmi špatně vyzbrojeni a ve sborech chyběla kázeň. První střet s anglickými vojsky u Bunker Hillu dopadl pro koloniální vojsko špatně. Jemu se ale podařilo armádu rychle stabilizovat a v následné bitvě o Boston v roce 1776 byli Britové poraženi. Odtud se vydal do New Yorku, který si zvolil za hlavní vojenské stanoviště. Zde jej také zastihla informace o tom, že 4. července 1776 došlo ve Filadelfii k Prohlášení nezávislosti a třináct vzbouřeneckých kolonií vyhlásilo svou samostatnost a vytvořilo unii nazvanou Spojené státy americké. Boje s Brity ovšem nadále pokračovaly a vítězství dosahovala střídavě jedna a pak zase druhá strana. Celkově se však zpočátku více dařilo Britům, kteří dostávali z Anglie pravidelné posily i zásoby. Naproti tomu on sám opakovaně a marně žádal Kongres o získání dalších dobrovolníků, o zbraně a peníze. Nové republice také hrozila občanská válka, jelikož nejbohatší obyvatelé bývalých kolonií měli stále zájem na udržení obchodních styků s Anglií. Krize dosáhla vrcholu 26. září 1777, kdy britská vojska vstoupila triumfálně do Filadelfie. Již o rok později došlo částečně k obratu, který zapříčinilo i připlutí francouzské flotily. Kromě francouzské armády přišla mladé republice na pomoc i řada dobrovolníků z Pruska, Polska a dalších evropských zemí. V průběhu dalších let se začala karta pomalu obracet ve prospěch Americké revoluce. Největšího a nejdůležitějšího vítězství dosáhl v roce 1781 v bitvě o Yorktown. Z této zdrcující porážky se již britská vojska nevzpamatovala. V roce 1782 probíhaly přípravy na další klíčovou bitvu – bitvu o New York, který drželi v té době v rukou Angličané. K té už nedošlo. 30. listopadu 1782 vláda Jeho Veličenstva britského krále Jiřího III. uznala nezávislost Spojených států. Oficiálně byla válka ukončena 18. dubna 1783 příměřím vyhlášeným Georgem Washingtonem. Na Vánoce roku 1783 se po téměř devíti letech ve službách Spojených států amerických vrátil zpět na svoji usedlost Mount Vernon.

### Prezident
Mladou republiku však po válce čekala celá řada dalších problémů – v krizi bylo převážně na zemědělství založené hospodářství. Spojené státy americké neměly do roku 1780 vlastní banky, měnu a finanční systém, prudce rostla inflace a dluhy soukromníků i státu. Ochromen byl i obchod s Anglií a navíc většina států v Evropě odmítala uznat USA za samostatný stát. 4. března 1789 byla vyhlášena Ústava Spojených států amerických, která byla nejpokrokovější ústavou své doby. On sám předsedal v roce 1787 Ústavnímu konventu, který na vypracování Ústavy USA pracoval. Tato Ústava uzákonila republikánskou formu vlády a napomohla upevnění státního zřízení v USA. Přesto docházelo na půdě Kongresu k neustálým sporům a třenicím mezi jednotlivými státy unie a až po mnoha jednáních bylo dohodnuto místo, které se stane hlavním městem USA a sídlem vrcholných orgánů správy a prezidenta – tím městem se stal nakonec New York. 4. února 1789 ho volitelé v jednotlivých státech jednomyslně zvolili do úřadu prezidenta, tyto hlasy pak byly sečteny na společné schůzi komor Kongresu dne 6. dubna 1789. 30. dubna 1789 byl v newyorské Federal Hall slavnostně uveden do úřadu. Viceprezidentem byl zvolen John Adams (pozdější druhý prezident USA) a jedním z ministrů – ministrem zahraničí – se stal Thomas Jefferson (třetí prezident USA). Tentýž rok, 14. července, přišla z Paříže radostná zpráva o vypuknutí Velké francouzské revoluce, která byla tou americkou zčásti inspirována. Ve Francouzské revoluci se angažoval i jeho velmi dobrý přítel a spolubojovník z dob americké revoluce markýz La Fayette.
Během svého prvního prezidentského období vykonal Washington několik cest po USA, zažil přijetí dalších států do Unie – Rhode Islandu, Vermontu a Kentucky a také vyhlášení nového hlavního města USA Filadelfie. V té době Kongres rovněž rozhodl o výstavbě zcela nového hlavního města. On sám vybral místo, ale dokončení výstavby metropole, která nakonec získala i jeho jméno, se již nedožil.
Jeho první prezidentské období je také dobou velkých politických rozporů, kdy proti sobě stáli takzvaní federalisté a demokratičtí republikáni. Tato dvě politická uskupení se nemohla téměř na ničem shodnout, ale v jedné věci nalezli jejich členové společnou řeč. Pro prezidentské volby roku 1792 navrhli za kandidáta opět George Washingtona.

### Podruhé prezidentem 1793 – 1797
13. února 1793 byl jednomyslně zvolen podruhé prezidentem USA. Během tohoto druhého prezidentského období v zemi nadále pokračovaly silné politické spory, Anglie navíc stále podněcovala Indiány k útokům na americké osady a farmy a odmítala stáhnout své vojáky z území USA. On sám již také nebyl tak bezmezně obdivován jako dříve. Stále více byl kritizován za to, že se názorově sbližuje s federalisty a není ve sporech nestranný. V roce 1796 byl přijat do Unie další stát Tennessee, národní hospodářství narůstalo, životní úroveň obyvatel se postupně zvyšovala, 18. září 1793 byl položen základní kámen nového hlavního města. V Pensylvánii byla objevena velká naleziště uhlí, což byl příslib do budoucna, že se dosud zemědělsky zaměřená republika může orientovat i na průmysl.

### Návrat na Mount Vernon
Po slavnostním uvedení Johna Adamse do úřadu amerického prezidenta odcestoval v březnu 1797 do své rodné Virginie a na svůj milovaný Mount Vernon. Začal se více věnovat rodině a řízení svých farem. V roce 1798 ale vzniklo nebezpečí možného válečného konfliktu s Francií a generál George Washington byl ve svých šestašedesáti letech jmenován vrchním velitelem ozbrojených sil USA. Brzy však nebezpečí pominulo a on se již navždy vrátil na Mount Vernon. V prosinci 1799 během projížďky na koni prochladl a 14. prosince 1799 na následky infekčního zánětu hrdla zemřel.
Na jeho počest bylo pojmenováno nově založené hlavní město USA, jeden z amerických států a v průběhu historie také čtyři plavidla amerického námořnictva.

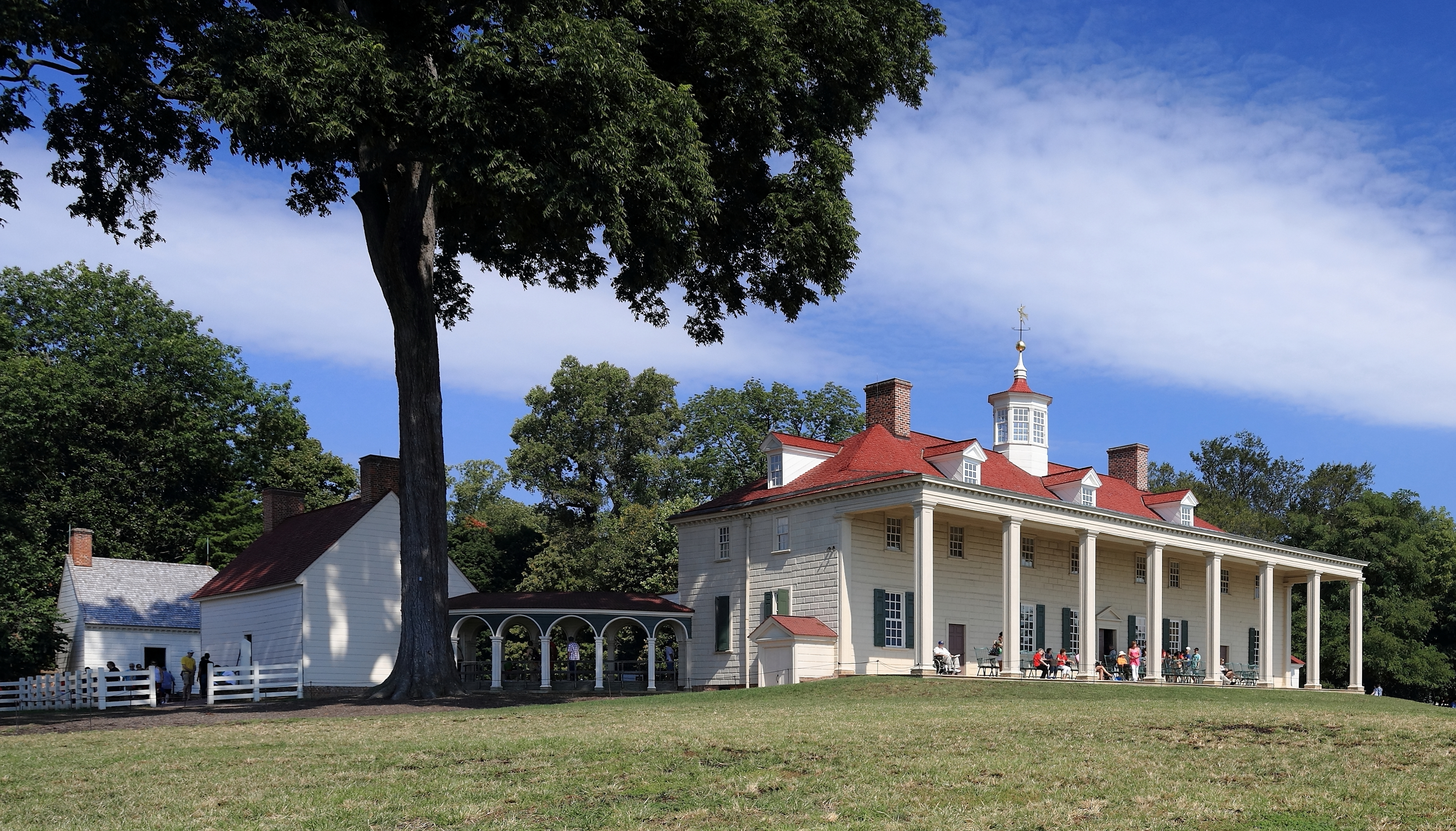
Mount Vernon

## Citáty
Střezte se před podvody předstíraného patriotismu.

Osud nenarozených milionů lidí bude záležet, vedle Boha, na odvaze a způsobu vedení této armády. Náš krutý a neúprosný nepřítel nám dává jedinou možnost - hrdý odpor nebo nejhanebnější ponížení. Proto máme jen dvě možnosti - rozhodnutí zvítězit nebo zemřít.